# Stéphanie Possamaï

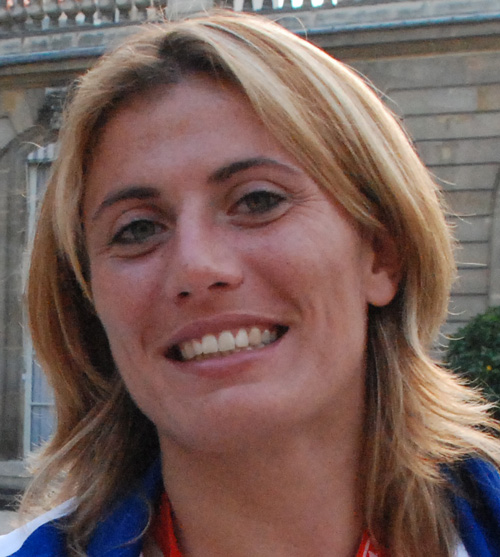
Stéphanie Possamaï (2008)

Stéphanie Fabienne Possamaï (* 30. Juli 1980 in Bordeaux) ist eine ehemalige französische Judoka. Sie gewann eine olympische Bronzemedaille und war 2007 Europameisterin.

## Sportliche Karriere
Die 1,72 m große Stéphanie Possamaï kämpfte meist im Halbschwergewicht (bis 78 kg). Ab 1997 nahm sie an internationalen Turnieren teil, 2002 war sie Studentenweltmeisterin und 2003 Dritte der Universiade. 2004 und 2005 war sie mit der französischen Equipe Mannschaftseuropameisterin. 2006 gewann Possamaï die französischen Landesmeisterschaften, nachdem sie 2005 noch Zweite hinter Céline Lebrun war. Die Französinnen gewannen 2006 die Mannschaftsweltmeisterschaften. Bei den Europameisterschaften 2007 in Belgrad gewann sie ihre vier Kämpfe, im Finale bezwang sie die Russin Wera Moskaljuk. Fünf Monate später bei den Judo-Weltmeisterschaften 2007 unterlag sie in ihrem dritten Kampf der Südkoreanerin Jeong Gyeong-mi, kämpfte sich dann in der Hoffnungsrunde zur Bronzemedaille durch. 
2008 belegte Stéphanie Possamaï den siebten Platz bei den Europameisterschaften. Bei den Olympischen Spielen 2008 in Peking unterlag sie im Viertelfinale der Kubanerin Yalennis Castillo, mit drei Siegen in der Hoffnungsrunde sicherte sich die Französin aber eine Bronzemedaille. Stéphanie Possamaï blieb noch bis 2013 aktiv, konnte aber nicht mehr an ihre Glanzzeit von 2007 und 2008 anknüpfen.  